# 三菱未来館
三菱未来館（みつびしみらいかん）は、国際博覧会や地方博覧会などに三菱グループが出展する場合に用いるパビリオンの名称であり、その名通り一貫して未来をテーマとしている。

## 大阪万博 (1970年)
- 館名：三菱未来館

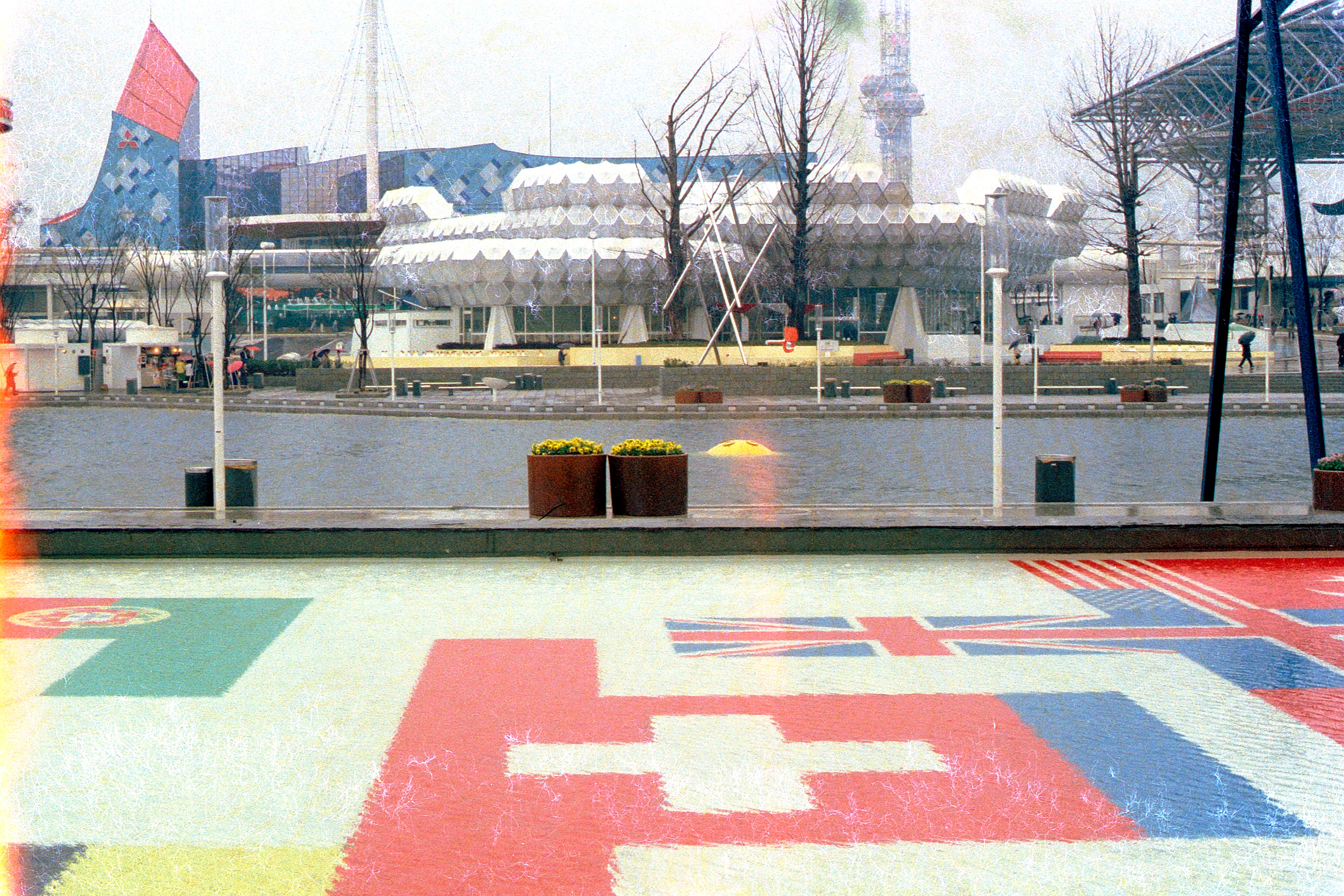
左奥が三菱未来館。前方中央は化学工業館。

- 出展者：三菱万国博綜合委員会（構成：三菱グループ35社[1]）
- テーマ：日本の自然と日本人の夢[2]
- 敷地面積：9,600平方メートル[3]
- 建築面積：5,666平方メートル[3]
- 延床面積：8,117平方メートル[3]
- 階数：地上4階[2]
- 構造：鋼管立体トラスト構造、鉄骨造[2]
- 入館者数：11,556,000人[4]

1970年の日本万国博覧会（大阪万博）では、「日本の自然と日本人の夢」をテーマに、火山活動や未来の海底牧場など、迫力ある映像を360度視界に映し出す「サークロマ映像方式」が大変な話題となり、民間企業のパビリオンでは最大の入場者数を記録した。
最高部の高さ50メートルの建物は各ブロックを分離させず一点集中としその中の変化を建築表現のベースで対話を求め寄り集まった形とし、時間と形の動きの要素も取り入れ見る位置や光の加減によって姿を変える形とした。造型は天・地・人、真・副・体といった造型手法を応用し三次元的な動的調和を意図し、表面パターンや色彩は祭りの法被に見られる調和のあるにぎやかさを取り込んだものとした。
ゴジラシリーズを手掛ける田中友幸や円谷英二率いる東宝の特撮スタッフが映像を制作した。当時の映画業界は転換期を迎えており、田中は「映画プロデューサーは映画業界だけでなく、他のビジネスにも精通した事業家でなければならない」という東宝専務の森岩雄の勧めを受け、博覧会のプロデューサー業も務めるようになった。
円谷英二は本作の制作中に死去し、この作品が事実上の遺作となった。パビリオンで用いられた音楽の一部は、映画『地球攻撃命令 ゴジラ対ガイガン』に流用された。また、円谷の手掛けた館内映像は映画『ハワイ・マレー沖海戦』DVDの特典映像に収録されている。
本館の未来予想の設定年代にあたる2020年には、三菱グループ創業150周年記念ウェブサイトにて1970年当時の未来予想項目を振り返りながら関連する2020年現在の注目技術を通し、新たな未来を展望するシリーズコラム記事「みらい予想図」が展開されており、大阪万博の本館パンフレットもPDF形式で掲載された。
スタッフ
- 三菱万国博綜合委員会委員長：寺尾一郎（三菱商事副社長）[8]
- 総合プロデューサー：田中友幸[8]
- 顧問グループ：荒川秀俊（気象学）、小瀬輝次（光学）、片山信夫（地学）、佐々木忠義（海洋物理学）、林雄二郎（社会工学）
- 特技撮影：富岡素敬
- 特技チーフ助監督：中野昭慶
- 監督：坂野義光
- 起案グループ：田中友幸、真鍋博、福島正実、矢野徹、星新一[8]
- アートディレクター：松山崇[8]
- 特技監督：円谷英二[8]
- 音楽構成：伊福部昭[8]
- 三菱技術者グループ：三菱重工業技術管理部長、岡村健治、三菱技術協力委員会[8]
- 建築設計：三菱地所[8]
- 施工：竹中工務店、戸田建設[8]
- 施工協力：三菱建設、新菱冷熱工業、弘電社[8]
- 制作：三菱万国博綜合委員会[8]
- 制作協力：東宝、三和通信社、近畿電電広告商事、第一企画、長瀬産業コダック製品部、大沢商会、東京現像所、エルモ社、東芝ホトホーン、日本クラウン[8]

館内
- プロローグ「日本の四季」[6][8]
  - 未来の生活環境創造の中に自然観を失うことなく再創造する大切さを訴えることを目的に、日本の四季の風景や繊細な自然を第1室までのエスカレーターの両側の壁に映し出しながら会場を歩き回り複雑となった来館者の心理状態を整える。
- 第1室「自然の脅威」[6][8]
  - 三菱と東宝技術研究所が共同開発した多面スクリーンとマジックミラーを併用した立体スクリーン「ホリミラースクリーン」を用い台風の大波や暴風雨、火山の溶岩流や爆発を表現する。
- 第2室「日本の空-50年後の空」[6][8]
  - 日本上空の宇宙空間に浮かぶ宇宙ステーションや「世界気象管理センター」の管理ドームのセットを通り抜け日本に接近する超大型台風を制圧する気象コントロールロケット隊の姿から未来の科学ドラマを展開する。
- 第3室「日本の海-50年後の海」[6][8]
  - 海面下数千メートルの深海開発や地熱利用発電、海底油田など大陸棚開発等といった海洋開発の成果を数多くのセットで表し、また終盤にはスモークスクリーンで巨大なサメが襲いかかる姿も投影される。
- 第4室「日本の陸-50年後の陸」[6][8]
  - 壁掛けテレビ・電子頭脳などを備えた郊外の未来住宅のセットを初め富士山麓の新居住区、省力化した集約農業、自動操縦車等未来の生活を立体的に描く。
- 第5室「あなたも参加する」[6][8]
  - 観客の動きをITVカメラがとらえ電子装置が識別しそのシルエットを縦10メートル×横11メートルの大型電光板に5倍の大きさで映し出す「シルエトロン」や直径2.5メートルの球体スクリーンを配置した大型レクリエーションルーム。

## 沖縄海洋博 (1975年)
- 館名：三菱海洋未来館[9]
- 出展者：三菱沖縄海洋博綜合委員会（構成：三菱グループ36社[10]）[9]
- テーマ：人と海[9]
- 建築面積：1,421平方メートル[9]
- 延床面積：2,554平方メートル[9]
- 設計：三菱地所[9]
- 施工：竹中工務店・三菱建設・戸田建設・國場組建設共同企業体[9]
- 階数：地上5階
- 構造：鉄骨造[9]
- 入館者数：1,894,312人[11]

1975年の沖縄国際海洋博覧会（沖縄海洋博）では三菱海洋未来館として出展。パビリオンは「人間も自然の一部にすぎない」の理念に立ち造型的にシンプルな形で外壁をアルミニウムの鏡面とした鉄骨造で周辺の景観を映し出す形となった。展示は、海への理解とともに海洋開発の理想像を体験するため、プロローグ「海へのいざない」・第1部「海への旅」・第2部「海の未来」・エピローグとから構成された。観客は、三菱重工業三原製作所で開発された「ムービングシート」（3人掛け、分速11メートル）に乗って誘導されるシートコンベア方式によって、椅子に座ったまま歩かずに館内の展示を観覧できた。
スタッフ
- 三菱沖縄海洋博総合委員会委員長：山田敬三郎
- 三菱海洋未来館館長：小谷修二
- 総合プロデューサー：田中友幸

構成
- プロローグ「海へのいざない」
  - 入口から階段を上り、ブルーの照明に包まれた部屋で天井の巨大なオウム貝から海鳴りと海をたたえる語りを再生した。
- 第1部「海への旅」
  - 海底トンネルを降下し、サンゴや天敵のオニヒトデ、それを退治するホラ貝等海の生態学を象徴するイメージを三菱電機の開発したホログラム立体映像システムで表現。さらに深海溝の深海魚や海底火山の爆発を大阪万博でも使われたホリミラースクリーンで表現した後、海の中からの生命の進化をあらわすクラゲ状の幻想の世界で締められた。
- 第2部「海の未来」
  - ハーフミラー技術を応用した「トランスデプロビジョン」は、イカの形をした水中バスやエビの形をしたブルドーザーなどの海洋開発機械から生体工学的なアプローチによる技術発展を表現した。また、三菱電機の開発した液晶シンクロビジュアルシステムは、観客の拍手等のアクションに反応して魚群が流れを変えるなど映像が変化するものであった。理想像として海底牧場、海底農業や資源開発プラント、海底住居、海底都市など海の未来が展示されていた。
- エピローグ
  - 観客は、カモメの大群に見守られながら海上へ向かい、ムービングシートを降り虹のイメージの部屋を経て約10分間の海中体験を終えると、退出した先には沖縄の海と空が広がっていた。

## 科学万博 (1985年)
- 館名：三菱未来館[12]
- 出展者：三菱科学万博綜合委員会（構成：三菱グループ35社[13]）[12]
- テーマ：すばらしい地球・人間[12]
  - サブテーマ：[12]
    - 人間の仲間たち
    - 豊かな明日を創る科学技術
    - 地球をとりまく宇宙環境
- 敷地面積：6,300平方メートル[14]
- 建築面積：4,366平方メートル[14]
- 延床面積：4,395平方メートル[14]
- 設計：三菱地所[注釈 1]
- 施工：三菱未来館建設共同企業体（竹中工務店・戸田建設[注釈 2]・三菱建設）[12]
- 階数：地上3階[14]
- 構造：鉄骨造[14]
- 入館者数：7,701,081人[14]

1985年の国際科学技術博覧会（科学万博）では「すばらしい地球・人間」というテーマで出展。大阪万博の三菱未来館で製作を担当した田中友幸が総合プロデュースを担当した。内部展示は科学万博が開催された1985年当時の最先端技術を駆使してその当時考えられた未来（西暦2030年に設定）の姿をリアルに表現していた。パビリオン内部の展示は「エントランスホール」「プロローグ」「主展示」「エピローグ」とで構成された。
スタッフ
- 三菱科学万博綜合委員会委員長：島田秀夫
- 三菱未来館館長：正木一成
  - 一日館長：沢口靖子（女優）[14]
- 総合プロデューサー：田中友幸
- プロデューサー：岡田力、前田茂雄

館内
- 観客は、プロローグで2030年の旅行に出発するスペースポートに導かれる設定であった。
- 主展示は「生命の誕生と進化」「人間の仲間たち」「機能から生まれた科学技術」「生活を豊かにする科学技術」「宇宙へ」「宇宙ステーション」「宇宙を探る」「水の惑星」の8つのコーナーで構成された。
- 館内を約10分で一巡するモーション・コントロール・カー「みつびし21」（50人乗り）に乗って観覧誘導するシステムが用いられた。

## 愛・地球博 (2005年)
- 館名：三菱未来館＠earth

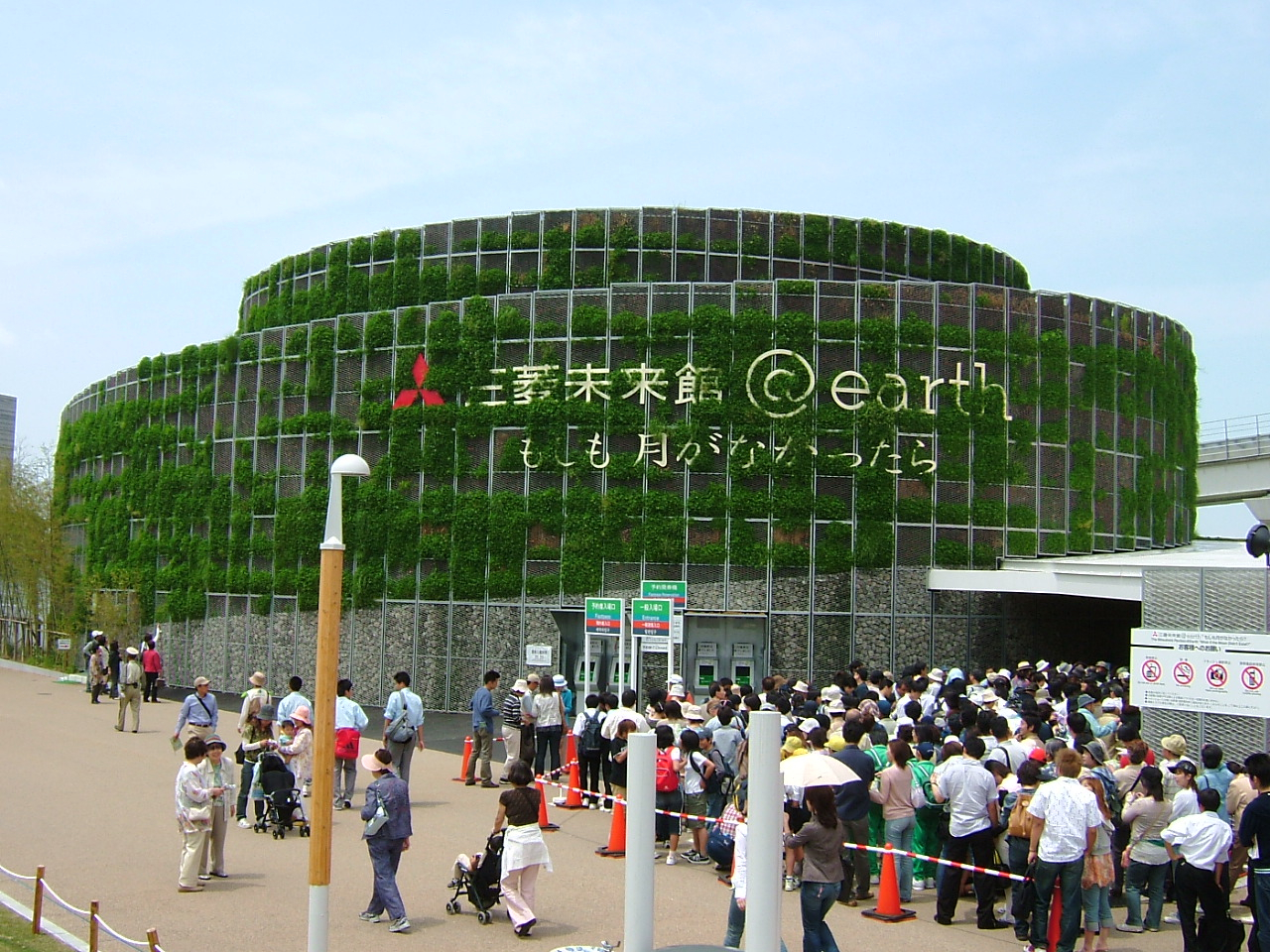
愛・地球博の三菱未来館

- 出展者：三菱愛知万博綜合委員会（構成：三菱グループ33社[19]）
- テーマ：もしも月がなかったら
- 敷地面積：3,000平方メートル[20]
- 延床面積：1,965平方メートル[20]
- 設計：三菱地所設計[19]
- 施工：竹中工務店[19]
- 階数：地上2階[20]
- 構造：鉄骨造[20]
- 入館者数：303万人[21]

2005年の日本国際博覧会（愛・地球博、愛知万博）では三菱未来館@earthとして「もしも月がなかったら」というテーマで出展。シアターで上映される映像作品『もしも月がなかったら』は、米国の天体物理学者ニール・F・カミンズ教授の同名の著書（英: What If the Moon Didn’t Exist?）をもとにした科学エンターテイメントである。
その人気にも後押しされ、三菱重工業によって長崎県佐世保市の大型観光施設ハウステンボスに特殊効果映像シアター「ハウステンボスIFXシアター“Kirara（キララ）”」として2006年7月22日から2021年8月31日まで常設で公開されていた。IFXシアターとは、想像（Imagination）、無限（Infinity）、効果（FX = Effectsの略語風スペルで映画・テレビ用語）の3つの要素が一体となった映像シアターを表す造語。シアターの枠を超え、無限大に広がる映像空間を体感できるという。 本編は愛知万博と同内容だが、本編に先がけて上映されるプレショーの内容を改めた形とした。
スタッフ
- 三菱愛知万博綜合委員会委員長：森口隆宏（東京三菱銀行副頭取）
- 同委員会事務局長/三菱未来館＠earth館長：山川尚義（三菱商事より出向）[25]
- 科学監修：ニール・F・カミンズ（カミンズ著『もしも月がなかったら』に典拠）
- 展示プロデューサー：鈴木輝一
- 構成・脚本：柳瀬三郎、土岐川修一
- 演出・映像監督：柳瀬三郎
- CG制作ディレクター：高橋剛
- 作曲・音楽監督：大島ミチル
- 演奏：新日本フィルハーモニー交響楽団
- 音響効果：大竹真由美
- 声の出演：坂本千夏（月）、麦人（地球）、飛田展男/橘ひかり（wakamaru）
- 展示空間デザイン：小沢浩利
- 映像・音響プラン：斎藤仁

## 大阪・関西万博 (2025年)

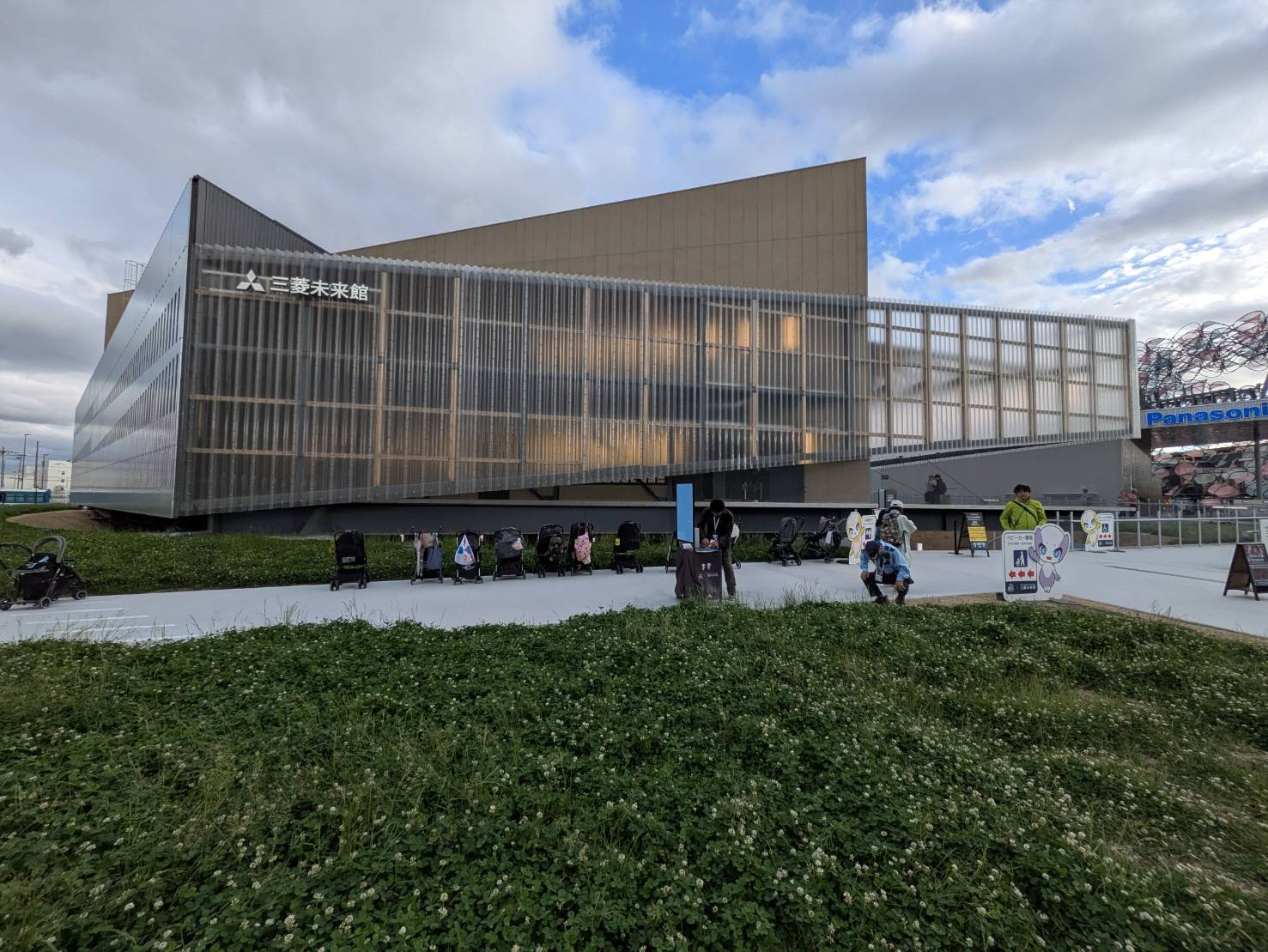
大阪・関西万博の三菱未来館

《出典：》
- 館名：三菱未来館（英: Mitsubishi Pavilion）
- 出展者：三菱大阪・関西万博総合委員会
- コンセプト：いのち輝く地球を未来に繋ぐ（英: Keeping the World Vibrant）
- 敷地面積：3,476.46平方メートル[27]
- 延床面積：2,075.83平方メートル[27]
- 設計：三菱地所設計 三菱未来館プロジェクトチーム（代表設計者：松井章一郎[28]）
- 施工：竹中工務店・南海辰村建設・竹中土木共同企業体
- 階数：地上2階、地下1階
- 構造：鉄骨造、木造

2025年の大阪・関西万博では三菱グループ30社で構成する三菱大阪・関西万博総合委員会が「いのちをめぐる壮大な旅」をテーマにパビリオンを出展。「地上に浮かぶマザーシップ」をイメージしたパビリオン内部で、オリジナルキャラクターのナナ・ビビに導かれながら「いのち」をテーマに、深海から火星まで、空間を超えた「縦の旅」、40億年以上前から未来まで、時空を超えた「横の旅」を体験できる9分間の映像資料『JOURNEY TO LIFE』が上演される。
スタッフ
- 三菱大阪・関西万博総合委員会委員長：野島嘉之（三菱商事株式会社代表取締役常務執行役員）[31][注釈 4]
- 同委員会事務局長/三菱未来館館長：小美野一[32]
- 学術総合監修：関根康人（東京科学大学 地球生命研究所所長/教授）[33]
- 映像監督：加藤友之（電通ライブ チーフ・クリエーティブディレクター）[34]
- クリエーティブプロデューサー：長谷川千佐子[34]
- 脚本：佐藤大[34]
- 音楽：村松崇継[34]
- 音響演出：笠松広司
- 音楽プロデューサー：児玉洋子
- 「バーティカルシャトル」デザイン原案：New Holland Creative社[35]
- オリジナルキャラクターデザイン：谷口亮[34]
- 声優キャスト：花江夏樹（「ViVi ビビ」役）、早見沙織（「NaNa ナナ」役）、沢城みゆき（火星探査隊員役）[32][36]
- ユニフォームデザイン・コーディネート：山本友美[32][28]

## その他
- 国際博覧会
  - 1990年 - 国際花と緑の博覧会（大阪花博）
- 地方博覧会 - 規模は小さめで出展していることが多い。
  - 1981年 - 神戸ポートアイランド博覧会（ポートピア'81）
  - 1984年 - '84高知・黒潮博覧会・'84小樽博覧会で三菱サイエンスプラザとして出展。
  - 1989年 - 横浜博覧会、アジア太平洋博覧会
  - 1996年 - 世界・焱の博覧会
  - 1997年 - 山陰・夢みなと博覧会